# 중화문화부흥운동
중화문명부흥운동(中華文化復興運動)은 중화민국에서 중화인민공화국의 문화대혁명에 대항하여 일으킨 문화 운동이다.
1966년에 중국공산당이 통치하는 중국대륙에서는 문화대혁명이 일어났고 중국의 전통문화에 대한 파괴를 혁명의 목표로 삼음으로써 유가문화 및 윤리도덕은 타도되어야 할 첫째가는 적이 되었다.
이듬해에 중화민국에서는 즉시 “중화문화 부흥운동 추진위원회(中華文化復興運動推行委員會)”가 설립되었고 중화문화를 부흥시키는 것을 강력하게 추진하였다.
당시 양안의 정치적인 대립이 문화적인 영역에까지 확대되었음이 분명한데 장중정(蔣中正) 총통의 지도하에 대만정부는 문화부흥운동의 추진에 힘을 쏟았고 모든 중국인 사회에서 대만은 절대적으로 중화문화를 가장 완벽하게 보존하고 지켜낸 곳으로 되었다. 이는 화교 사회에서 열렬한 반향을 불러일으켰다.
참고로 중화문화 부흥운동 추진위원회의 초대회장이 바로 장중정 총통이다.
현재는 중화문화총회라는 이름으로 존속하고 있다.

## 같이 보기
- 문화대혁명